# The Casual Vacancy (minissérie)
The Casual Vacancy é uma minissérie de televisão britânica, produzida por meio de uma independente produtora operada por Neil Blair, em nome da parceria Blair, e Rick Senat, para a BBC One. A minissérie é baseada no livro de mesmo nome da escritora britânica, JK Rowling e estava prevista para ir ao ar no segundo semestre de 2014 em três capítulos, mas foi adiada para 15 de fevereiro de 2015. Jonny Campbell foi o diretor. O primeiro trailer oficial foi disponibilizado em 1º de fevereiro de 2015 no canal da BBC no YouTube, e conteve mais de 214 mil visualizações nas três semanas de exibição.

## Sinopse
Barry Fairbrother, que sofre um aneurisma, morre no estacionamento de um campo de golfe local. Os habitantes da cidade passam a saber notícia, assim como seus amigos e parentes, e o caos se instala. A morte de Barry revive uma questão que há muito atormenta os membros do conselho, se o problemático bairro Fields, (que inclui a clínica de reabilitação para viciados em drogas, Bellchapel) deve continuar fazendo parte de "Pagford", ou ser entregue à responsabilidade da cidade de "Yarvil". Daí, o romance conta a história da pequena cidade do interior. Ricos entram em conflitos com os pobres, adolescentes com seus pais, esposas com seus maridos. Pagford não é o que parece ser.

### Diferenças do Livro
Várias mudanças foram feitas para a história quando sua adaptação para a televisão foi filmada.
- No livro, a opinião pública em Pagford está dividida sobre decisão iminente da junta de freguesia de reafetar Fields, ao conselho de distrito da cidade vizinha, Yarvil - assim a responsabilidade descarregada para seus habitantes estragados pelas drogas e conduzi-los para fora da área de abrangência. Na minissérie, no entanto, a questão controversa é se para fechar o centro comunitário local, incluindo a sua clínica de metadona, e converter a casa de campo (dotado para a vila por um filantropo) onde ele está localizado em um SPA.
- Barry e Simon são meio-irmãos na minissérie (que à dá Simon incentivo extra para correr para o município, pois ele acredita que ele vai ter simpatia de votos), enquanto eles não têm qualquer relação no livro.
- Barry e Mary têm quatro filhos no romance, no entanto eles não aparecem nem são referidos na versão da TV.
- Gavin Hughes e Catherine Weedon são omitidos na minissérie.
- Na  minissérie nenhuma menção é feita do talento de Krystal para remar.
- Colin, no  livro, é mostrado para ter OCD excessiva ao ponto de ele constantemente se preocupa em ter pensamentos impróprios sobre crianças e Fats revela isso em conta The_Ghost_Of_Barry_Fairbrother, destruindo qualquer chance que ele teve de ser eleito para a vaga no conselho. Na minissérie, Colin é simplesmente mostrado ser incrivelmente desajeitado e indeciso e, de fato, perde a eleição por um voto único (com ele próprio tendo votado contra si mesmo).
- Após ser libertado da prisão, Obbo estupra Krystal como vingança por tê-lo preso, enquanto na minissérie, ele só promete vingança antes de sua morte.
- No livro, Krystal deixa Robbie sozinho em um campo gramado, enquanto ela vai para ter relações sexuais com Fats na tentativa de engravidar, Robbie desce para a margem de um rio, cai, e se afoga, e a culpa resultante faz com que Krystal cometa suicídio através de uma overdose de heroína. Na adaptação de TV é apenas Krystal que morre; ao invés de ter relações sexuais com Fats, ela afirma que já está grávida dele (que não foi revelado se esta é a verdade) só para ele para rejeitá-la. Quando ela descobre Robbie desaparecido, Krystal desce até a margem do rio e vê seu sapato boiando no rio. Assumindo que Robbie tenha caído, ela salta para tentar encontrá-lo, no entanto ela fica enroscado em alguns cabos de uma televisão e um computador que Simon havia jogado no rio alguns dias antes, e ela se afoga. Robbie realmente não tinha caído na água; depois de perder o sapato enquanto a pesca jogo, ele foi encontrado por Vikram para fora em uma corrida matinal, que o levou para casa com segurança. Como resultado desses eventos, Robbie for finalmente tirado de Terri e tomadas em atendimento.

## Elenco[4][5]
- Rory Kinnear -- Barry Fairbrother
- Michael Gambon -- Howard Mollison
- Emily Bevan -- Mary Fairbrother
- Julia McKenzie -- Shirley Mollison
- Rufus Jones -- Miles Mollison
- Keeley Hawes -- Samantha Mollison
- Hetty Baynes -- Maureen Lowe
- Abigail Lawrie -- Krystal Weedon
- Keeley Forsyth -- Terri Weedon
- Simon McBurney -- Colin "Cubby" Wall
- Monica Dolan -- Tess Wall
- Brian Vernel -- Stuart "Fats" Wall
- Richard Glover -- Simon Price
- Marie Critchley -- Ruth Price
- Joe Hurst -- Andrew "Arf" Price
- Michele Austin -- Kay Bawden
- Lolita Chakrabarti -- Parminder Jawanda
- Silas Carson -- Vikram Jawanda
- Ria Choony -- Sukhvinder Jawanda
- Simona Brown -- Gaia Bawden
- Julian Wadham -- Aubrey Sweetlove
- Emilia Fox -- Julia Sweetlove

## Concepção
Em 3 de dezembro de 2012, foi anunciado que o livro homônimo será adaptado para o formato minissérie, com lançamento esperado para 2014 na BBC One. A minissérie será produzida por uma companhia de produção independente com "Rick Senat" como produtor executivo e JK Rowling colaborará de perto na adaptação. Em 12 de setembro de 2013, a Warner Bros. anunciou que será a distribuidora da minissérie pelo mundo, exceto no Reino Unido. O roteiro é de Sarah Phelps e os episódios serão dirigidos por Jonny Campbell
A autora JK Rowling disse que estava "emocionada" que o romance foi encomendado. "Eu sempre senti que, se fosse para ser adaptado, este romance foi o mais adequado para a televisão e acho que a BBC é a casa perfeita."
Controlador da BBC One, Danny Cohen, disse que estava animado para trazer mais o recente trabalho de Rowling para o público. "[Ela] Contadora de histórias é, claro, inigualável em sua popularidade, e eu estou ansioso por colaborar com ela", disse ele.

## Produção
Depois de quase dois anos sem notícias, o casting para o elenco começou em abril 2014 em busca de atores para interpretar Arf, Fats e Krystal. As filmagens começarão a partir de 16 de junho até final de agosto no Sudoeste da Inglaterra.

## Capítulos
São 3 capítulos, sem títulos. A BBC disse que o número e duração de capítulos seria decidido quando o processo de adaptação começasse.

### Lista
| # | Título      | Roteiro / Direção             | Exibição                |
| --- | ----------- | ----------------------------- | ----------------------- |
| 1 | "Episode 1" | Sarah Phelps / Jonny Campbell | 15 de Fevereiro de 2015 |
| "O vilarejo de Pagford fica em estado de choque quando um morador morre repentinamente. Pagford é, aparentemente, um idílio Inglês, mas o que está por trás da fachada bonita é uma comunidade em guerra. O assento vazio deixado na junta de freguesia logo se torna o catalisador para a maior batalha do vilarejo viu ainda." |             |                               |                         |
| 2 | "Episode 2" | Sarah Phelps / Jonny Campbell | 22 de Fevereiro de 2015 |
| "A eleição junta de freguesia abordagens e Pagford é em xeque aguardando o próximo post de 'O Fantasma de Barry Fairbrother'. Quem é o Fantasma, e o que eles vão dizer? Tem alguém na aldeia a salvo de humilhação? Enquanto as tensões aumentam, o dedo da suspeita aponta em várias direções."                                |             |                               |                         |
| 3 | "Episode 3" | Sarah Phelps / Jonny Campbell | 1º de Março de 2015     |
| Com a eleição do conselho paroquial iminente, as tensões aumentam em Pagford como cada lado intensifica sua campanha. Quem triunfará em uma eleição repletas de paixão, duplicidade e revelações inesperadas? As linhas de batalha são desenhadas, e o destino da Casa Sweetlove está na balança."                               |             |                               |                         |

## Recepção da Crítica
A resposta crítica ao episódio de abertura foi principalmente positiva. Em uma revisão particularmente cheio de elogios para "Digital Spy", Cameron McKewan descreveu a minissérie como tendo "Um elenco perfeito com um script morder" Ele resumiu: "É uma primeira parcela de craqueamento para a minissérie de três partes com personagens beneficentes para tomar, e as relações não estão claramente definidsd desde o início". Em um comentário para o Guardian, Stuart Jeffries também deu uma resposta positiva, enquanto que descreve a minissérie como "The Archers meets Benefit Street". Comparando a adaptação para a TV de forma mais positiva do que o próprio livro, Gerard O'Donovan, em um comentário para The Telegraph, premiado com o abridor de série em 4 de 5 estrelas. Ele, otimista, resumiu: "... as performances são uniformemente bom, a direção é inventivo, e há uma inegável atualidade e brio para esta adaptação que nos convence que ao virar da esquina algo vai juntar tudo e torná-lo a ter sucesso." Ellen E Jones, escrevendo para o The Independent, teve uma abordagem semelhante com título de revisão: "A história de JK Rowling é um drama muito melhor do que ele é um livro". Em outros lugares, no entanto, a recepção para o episódio de abertura da série foram menos favoráveis. Escrever um comentário para o Daily Mail, Jan Moir chefiada seu comentário com: "Toffs NIMBY desagradável e típico Tory -bashing do Beeb", observando que a Beeb estava desesperado para obter este trabalho precárias de trabalho opressão de classe e junta de freguesia para a venalidade tela pequena. Ela concluiu seu comentário com a pergunta: "Temos a promessa de alguma redenção nesta adaptação para a TV, mas onde e quando?".